# Мартинсикуро
Мартинсику́ро (итал. Martinsicuro, ранее лат. Truentum, Труент) — город в Италии, расположенный в регионе Абруццо и подчиняющийся административному центру Терамо.
Население составляет 14 800 человек (на 2004 г.), плотность населения составляет 959 чел./км². Занимает площадь 14 км². Почтовый индекс — 64014. Телефонный код — 0861.